# LagunAir
LagunAir was een Spaanse luchtvaartmaatschappij met thuisbasis in León.

## Geschiedenis
LagunAir werd opgericht in 2001 door de Grupo Agelco. In 2003 werd gestart met vluchten, maar op 9 oktober 2008 werden ze weer definitief stilgelegd.

## Bestemmingen
LagunAir voert lijnvluchten uit naar: (juli 2007)
- Alicante
- Barcelona
- Ibiza
- Jerez de la Frontera
- León
- Madrid
- Málaga
- Menorca
- Palma de Mallorca
- Salamanca
- Sevilla
- Valencia
- Valladolid

## Vloot
De vloot van LagunAir bestaat uit: (augustus 2007)
- 2 Embraer ERJ-145
- 3 Saab SF340A